# Karangmekar (Cimanggu)
Karangmekar is een bestuurslaag in het regentschap Sukabumi van de provincie West-Java, Indonesië. Karangmekar telt 2888 inwoners (volkstelling 2010).